# Burg Rinderbach
Die Burg Rinderbach (auch Rinderburg) ist eine abgegangene mittelalterliche Burg in der Stadt Schwäbisch Gmünd im baden-württembergischen Ostalbkreis. Über die ehemalige Befestigungsanlage ist nicht mehr viel bekannt; Sie war der Stammsitz der Familie von Rinderbach, einem früher bedeutenden Ritter- und Patriziergeschlecht im Raum Ostwürttemberg.
Die Burg Rinderbach ist nicht zu verwechseln mit der Rinderbachburg in Schwäbisch Hall und der Rinderburg bei Ellwangen.

## Lage und Beschreibung
Die Burg befand sich im Stadtgebiet Gmünds, auf einem Bergsporn zwischen der Rinderbacher Mühle und dem Georgishof. Teile der Burganlage wurden durch den Bau der Bahnstrecke Stuttgart-Bad Cannstatt–Nördlingen im 19. Jahrhundert zerstört.
Die Anlage war wohl eine Turmburg mit einem beinahe quadratischen Grundriss von etwa 18 × 18 Metern Seitenlänge.

## Geschichte
Die Familie von Rinderbach gehörte zu den ältesten Adelsgeschlechtern in Schwäbisch Gmünd. Ein Heinrich von Rinderbach wurde bereits 1288 als Stadtschultheiß erwähnt. Um 1368 war Johann von Rinderbach Bürgermeister. Andere Rinderbacher waren Amtsmänner, Heiligenpfleger und Richter. Zu dem Besitz der Familie gehörte auch die Burg Leineck und die Fröschburg. Zu dem Stammsitz Burg Rinderbach gehörte wohl eine gleichnamige Siedlung, der Weiler Rinderbach, die Mühle, eine Kapelle (St. Margarethe) und ein Meierhof, der wahrscheinlich an der Stelle des heutigen Georgishofs stand. Ende des 14. Jahrhunderts fiel die Burg teilweise an das Geschlecht derer von Nenningen. Hans von Nenningen verkaufte seinen Anteil 1386 an Heinrich Bertrang. In der Urkunde ist bereits von einem Burgstall die Rede; die Burg war also schon im Abgang begriffen. 1399 veräußerte Heinrich Bertrang die Burg an Heinrich Wolf, Bürgermeister zu Gmünd, für 300 Rheinische Gulden. Von der Familie Wolf (später geadelt als Wolf von Wolfsthal) ging die Burg an die Stadt Gmünd, die sie 1632 mit allem Zubehör und Rechten für 2000 Gulden an das Heiliggeist-Spital veräußerte.
Die Siedlung Rinderbach wurde letztmals 1447 erwähnt und verödete wohl nach dem so genannten Städtekrieg. In der zweiten Hälfte des 15. Jahrhunderts erfolgte ein sozialer und wirtschaftlicher Abstieg der Rinderbacher, die immer mehr Besitz verkaufen mussten; Ihre Grundstücke gingen an die Stadt Gmünd und an verschiedene Bürgergeschlechter, teilweise auch an kirchliche Anstalten. Zu Beginn des 16. Jahrhunderts starb der letzte männliche Rinderbacher ohne Nachkommen.

Die Kapelle St. Margarethe wurde 1812 abgerissen, um Baumaterial für die Dorfkirche von Oberbettringen zu gewinnen. 1861 wurden beim Bau der Eisenbahnlinie Teile der Burg abgetragen, allerdings waren unterirdische Gewölbe noch um 1900 begehbar. Heimatforscher und Stadtarchivar Albert Deibele konnte um 1950 noch die Umrisse der Anlage und den Burggraben feststellen und regte eine archäologische Ausgrabung an, die jedoch nicht realisiert wurde. 

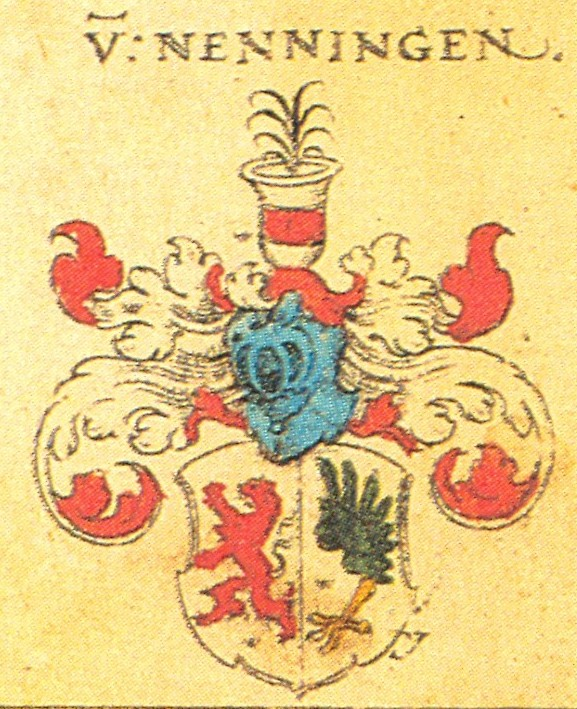
Herren von Nenningen
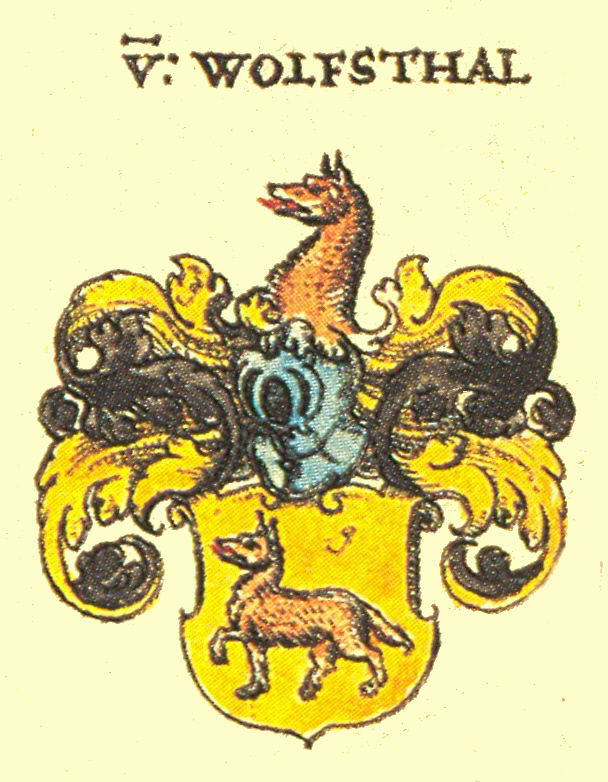
Wolf von Wolfsthal
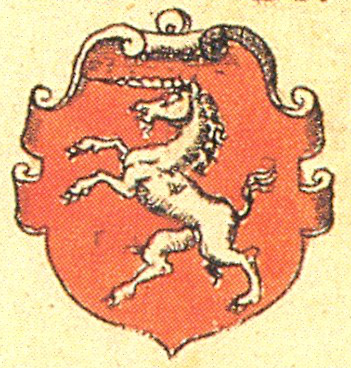
Stadt Schwäbisch Gmünd